# Andre McCarter
Andre Eugene McCarter (Filadelfia, 25 agosto 1953) è un ex cestista e allenatore di pallacanestro statunitense, professionista nella NBA.

## Carriera
Venne selezionato dai Cleveland Cavaliers all'ottavo giro del Draft NBA 1975 (136ª scelta assoluta) e dai Kansas City Kings al sesto giro del Draft NBA 1976 (89ª scelta assoluta).

## Palmarès
- Campione NCAA (1975)
- Campione AABA (1978)
- Campione CBA (1979)
- CBA Most Valuable Player (1979)
- CBA Newcomer of the Year (1979)
- All-CBA First Team (1979)
- All-CBA Second Team (1980)
- 3 volte miglior passatore CBA (1979, 1980, 1982)